# 61ª NHK Kōhaku Uta Gassen
O 61º NHK Kouhaku Utagassen foi transmitido entre 19h15 e 23h45 do dia 31 de dezembro de 2010 pela NHK, tendo como vencedor o Shirogumi. Esta foi a última edição do Koukahu transmitida no formato analógico de transmissão, desligado oficialmente em 2011. Essa foi a 22ª edição do Kouhaku na Era Heisei, e a primeira na Década de 2010.
O 61º Kouhaku entrou na história pois o Time Branco, pela primeira vez era comandado por um conjunto musical, o Arashi, que demonstrou boa entrosação como apresentadores. Com isso, o grupo foi convidado para representar o Shirogumi nos anos seguintes.

## Eventos
- 14 de outubro-Anunciada a data e a hora do evento,com o tema "Ligação com as canções".
- 20 de outubro - apresentação geral da equipe de apoio.
- 26 de outubro-Os mascotes da competição,Uta e Ukki.
- 3 de novembro-Os líderes dos dois grupos são anunciados,Nao Matsushita no grupo vermelho e o grupo Arashi no grupo branco.
- 17 de novembro-Anúncio do grupo organizacional e detalhes sobre a radiodifusão oficial e abertura do festival no Twitter.
- 24 de novembro-Os participantes selecionados anunciaram o programa na Internet e na Tv ao vivo.
- 29 de novembro-Início do recrutamento dos juízes nas audiências.
- 21 de dezembro -o anúncio de faixa.
- 22 de dezembro - Apresentação do planejamento do programa e jurados convidados.
- 26 de dezembro - ordem de apresentação das músicas.
- 28 de dezembro - Kuwata Keisuke foi anunciado para o elenco do festival.
- 29 de dezembro - os ensaios começam.
- 31 de dezembro - Abertura do festival.

## Jurados
| Nome              | Nota                         |
| ----------------- | ---------------------------- |
| Soichi Noguchi    | Astronauta japonês.          |
| Minato Kanae      | Escritor                     |
| Natsumi Iwasaki   | Roteirista de TV.            |
| Shinobu Terajima  | Atriz japonesa.              |
| Daisuke Takahashi | Patinador artístico japonês. |
| Yusuke Iseya      | Ator japonês.                |
| Yukie Nakama      | Atriz japonesa.              |
| Kin'ya Kitaoji    | Ator.                        |
| Tome Yoshi        | Cartunista.                  |

## Artistas

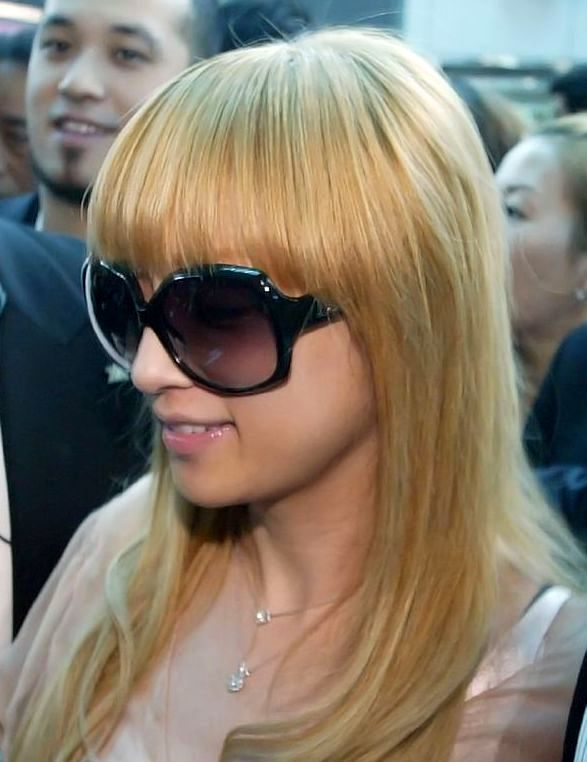
Ayumi Hamasaki
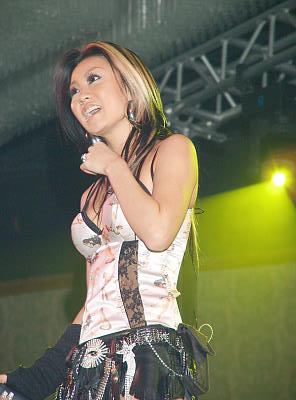
Kumi Koda
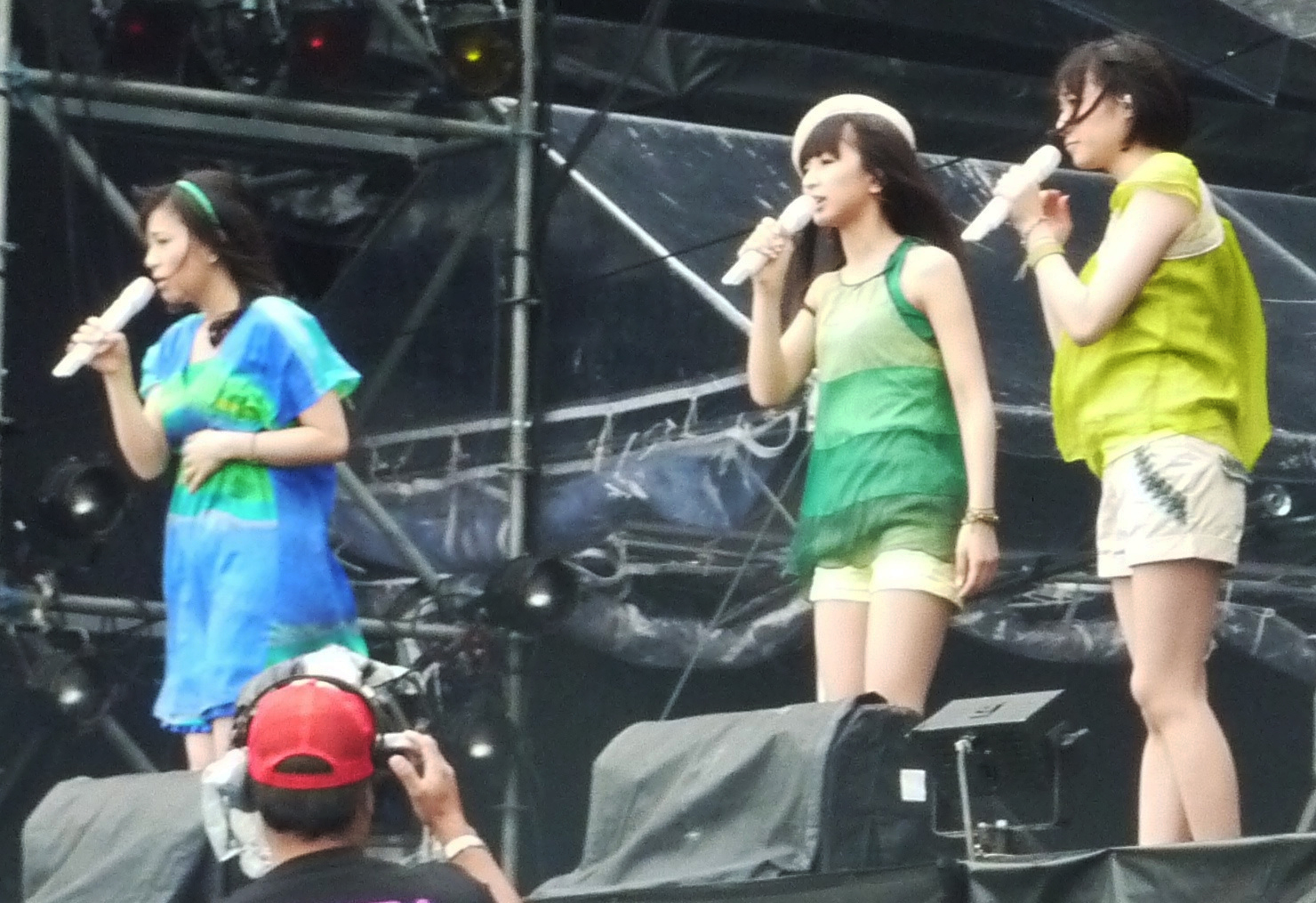
Perfume

| Grupo Vermelho    | Grupo Vermelho | Grupo Branco       | Grupo Branco |
| Cantora / Grupo   | Participação   | Cantor / Grupo     | Participação |
| ----------------- | -------------- | ------------------ | ------------ |
| aiko              | 9              | Arashi             | 2            |
| Angela Aki        | 5              | Hiroshi Itsuki     | 40           |
| Ikimono-gakari    | 4              | HY                 | Estreia      |
| Sayuri Ishikawa   | 33             | Exile              | 6            |
| Kana Uemura       | Estreia        | NYC                | 2            |
| AKB48             | 3              | Yūzō Kayama        | 17           |
| Miyuki Kawanaka   | 23             | Saburō Kitajima    | 47           |
| Kumiko            | Estreia        | Hiromi Go          | 23           |
| Kumi Koda         | 6              | Kobukuro           | 6            |
| Natsuko Godai     | 17             | SMAP               | 18           |
| Sachiko Kobayashi | 32             | Tokio              | 17           |
| Fuyumi Sakamoto   | 22             | Hideaki Tokunaga   | 5            |
| Yoshimi Tendo     | 15             | AAA                | Estreia      |
| Dreams Come True  | 14             | Kiyoshi Hikawa     | 11           |
| Mitsuko Nakamura  | 15             | Funky Monkey Babys | 2            |
| Kana Nishino      | Estreia        | Masaharu Fukuyama  | 3            |
| Perfume           | 3              | Flumpool           | 2            |
| Ayumi Hamasaki    | 12             | Takashi Hosokawa   | 34           |
| Ayaka Hirahara    | 7              | Porno Graffitti    | 9            |
| Nana Mizuki       | 2              | Shinichi Mori      | 43           |
| Kaori Mizumori    | 8              | Yusuke Kamiji      | 2            |
| Akiko Wada        | 34             | L'Arc-en-Ciel      | 4            |

## Músicas
| Grupo Vermelho    | Grupo Vermelho                      | Grupo Branco       | Grupo Branco                      |
| Cantora ou Grupo  | Música                              | Cantor ou Grupo    | Música                            |
| Primeira parte    | Primeira parte                      | Primeira parte     | Primeira parte                    |
| ----------------- | ----------------------------------- | ------------------ | --------------------------------- |
| Ayumi Hamasaki    | "Virgin Road"                       | Exile              | "I Wish For You"                  |
| AKB48             | Kōhaku 2010 AKB48 Kamikyokutachi SP | NYC                | "Yoku Asobi Yoku Manabe 100% NYC" |
| Angela Aki        | Kagayaku Hito                       | AAA                | "Aitai Riyū"                      |
| Mitsuko Nakamura  | "Kawachi Otoko Bushi"               | Flumpool           | "Kimi ni Todoke"                  |
| Ayaka Hirahara    | "Voyagers"                          | Yusuke Kamiji'     | "Hito"                            |
|                   |                                     |                    |                                   |
| Natsuko Godai     | "Hitori Zake"                       | Takashi Hosokawa   | "Naniwabushi da yo Jinsei wa"     |
| Kana Nishino      | "Best Friend"                       | Porno Graffitti    | "Kimi wa 100%"                    |
| Miyuki Kawanaka   | "Nirinkusa"                         | Funky Monkey Babys | "Ato Hitotsu"                     |
| Kumiko            | "Inori"                             | HY                 | "Toki wo Koe"                     |
| Kaori Mizumori    | "Matsushima Kikō"                   | Hideaki Tokunaga   | "Toki no Nagare ni Mi wo Makase"  |
| Nana Mizuki       | "Phantom Minds"                     | L'Arc-en-Ciel      | "Bless "                          |
| Yoshimi Tendo     | "Jinsei Michizure"                  | Shinichi Mori      | "Erimo Misaki"                    |
| Segunda parte     |                                     |                    |                                   |
|                   |                                     |                    |                                   |
| aiko              | "Mukai Awase"                       | Hiromi Go          | Go!Go!Year Kōhaku Special Medley  |
| Perfume           | "Nee"                               | Tokio              | "Advance/Mata Asa ga Kuru"        |
| Kumi Koda         | Kumi Koda 2010 Special Medley       | Hiroshi Itsuki     | "Oshiroi Hana"                    |
|                   |                                     |                    |                                   |
| Akiko Wada        | Akkoii! Kōhaku 2010 Special         | Yūzō Kayama        | Wakadaisho 50-nen! Special Medley |
| Sachiko Kobayashi | "Kaachan no Hitorigoto"             | Masaharu Fukuyama  | "The Best Bang!!"                 |
| Kana Uemura       | "Toilet no Kamisama"                | Kobukuro           | "Ryūsei"                          |
|                   |                                     | Arashi             | 2010 Kōhaku Original Medley       |
| Ikimono-gakari    | "Arigatō"                           | Arashi             | 2010 Kōhaku Original Medley       |
|                   |                                     |                    |                                   |
| Sayuri Ishikawa   | "Amagi Goe"                         | Saburō Kitajima    | "Fusetsu Nagare Tabi"             |
| Fuyumi Sakamoto   | "Mata Kimi ni Koishiteru"           | Kiyoshi Hikawa     | "Nijiiro no Bayon"                |
| Dreams Come True  | "Ikite Yuku no Desu"                | SMAP               | "This is Love" '10 SP Medley      |

## Resultados
Os vencedores foram a equipa de branco, tornando sua vitória sexto consecutivo desde 2005 (a última vitória da equipe vermelha foi em 2004). A tabela abaixo os documentos e pontos de distribuição de voto:
| Método                                                   | Grupo Vermelho | Grupo Branco  | Total         |
| -------------------------------------------------------- | -------------- | ------------- | ------------- |
| Total de votos                                           | 367,645 votos  | 418,191 votos | 785,836 votos |
| Número de votos via telefone celular                     | 29,460 votos   | 51,543 votos  | 81,003 votos  |
| Número de votos via 1seg                                 | 57,559 votos   | 69,343 votos  | 126,902 votos |
| Número de votos através de pesquisa de TV digital        | 279,894 votos  | 295,637 votes | 575,531 votos |
| Número de votos pelo público NHK Hall (incluindo juízes) | 732 votos      | 1,668 votos   | 2,400 votos   |